# Pierce Memorial Field
Pierce Memorial Field é um estádio com capacidade para 8.000 pessoas localizado em East Providence, Rhode Island . De 2003 a 2008, o estádio foi a casa do time de futebol Rhode Island Stingrays.O local também hospeda a maioria dos eventos de atletismo do ensino médio em East Providence. Foi o local do Campeonato Mundial Super Pena Harold Gomes-Paul Jorgensen, realizado em 20 de julho de 1959.
Inaugurado em 1938, era um projeto da Works Progress Administration construído em um poço de cascalho abandonado pertencente à McCormick Construction Company. Seu nome é em homenagem a WP Pierce, que deixou um fundo fiduciário para fins recreativos na cidade. 